# GREATEST CLIPS 〜BEST OF 5 YEARS〜
『GREATEST CLIPS 〜BEST OF 5 YEARS〜』（グレイテスト クリップス ベスト オブ ファイブ イヤーズ）は、日本のバンド・SADSのPV集。2003年7月9日発売。発売元は、ユニバーサル・ミュージック。

## 収録曲
1. TOKYO 
（作詞:清春 作曲:清春）
1stシングル。
2. SANDY 
（作詞:清春 作曲:清春）
2ndシングル。
3. LIAR 
（作詞:清春 作曲:清春）
1stアルバム『SAD BLOOD ROCK'N'ROLL』のトップナンバー。
4. 赤裸々 
（作詞:清春 作曲:SADS）
3rdシングル。
5. 忘却の空 
（作詞:清春 作曲:清春）
4thシングル。
6. ストロベリー 
（作詞:清春 作曲:SADS）
5thシングル。
7. NIGHTMARE 
（作詞:清春 作曲:清春）
6thシングル。
8. ポルノ・スター 
（作詞:清春 作曲:清春）
7thシングル。
9. ロザリオと薔薇 
（作詞:清春 作曲:SADS）
8thシングル『APPETIZING 4 SONGS EP』のトップナンバー。
10. Because 
（作詞:清春 作曲:SADS）
3rdアルバム『THE ROSE GOD GAVE ME』のラストナンバー。
11. GIRL IN RED 
（作詞:清春 作曲:清春）
4thアルバム『“ ”(untitled)』の9曲目に収録されている。
12. Sherry 
（作詞:清春 作曲:清春）
5thアルバム『13』の2曲目に収録されている。
13. Masquerade 
（作詞:清春 作曲:清春）
9thシングル。

これより以下はボーナストラック
- FINALE 
（作詞:清春 作曲:清春）
6thシングル『NIGHTMARE』のカップリング。2000年の大阪城ホールで使用されたライブ用映像が収録されている。
- CMスポット集
SADSの各作品用の15秒CMが収録されている。